# Дедное (Светлогорский район)
Дедное (бел. Дзеднае) — деревня в Чирковичском сельсовете Светлогорского района Гомельской области Беларуси.
На северо-западе гидрологический заказник республиканского значения «Выдрица».

## География

### Расположение
В 4 км на север от Светлогорска, 5 км от железнодорожной станции Светлогорск-на-Березине (на линии Жлобин — Калинковичи), 114 км от Гомеля.

## Транспортная сеть
Транспортные связи по местной, а затем по автодорогам, которые идут от Светлогорска. Планировка состоит из прямолинейной улицы, ориентированной с юго-востока на северо-запад и застроенной двусторонне, деревянными усадьбами.

## История
Согласно письменным источникам известна с XIX века как селение в Паричской волости Бобруйского уезда Минской губернии. В 1879 году обозначена как застенок в Чирковичском церковном приходе.
В 1925 году в Чирковичском сельсовете Паричского Бобруйского округа. Рядом находился хутор Рог-Дедное. В 1931 году организован колхоз имени Ворошилова, работала кузница. Согласно переписи 1959 года в составе КСУП «Березина» (центр — деревня Чирковичи).

## Население

### Численность
- 2004 год — 22 хозяйства, 33 жителя

### Динамика
- 1897 год — 3 двора, 7 жителей (согласно переписи)
- 1908 год — 11 дворов
- 1916 год — 42 жителя
- 1925 год — 28 дворов; на хуторе Рог-Дедное 5 дворов
- 1959 год — 164 жителя (согласно переписи)
- 2004 год — 22 хозяйства, 33 жителя